# Angelikal
Juan Carlos  Ramírez Ortega (nacido el 2 de agosto de 1993) es un luchador profesional mexicano enmascarado, quien trabaja actualmente para el Lucha Libre AAA Worldwide (AAA) bajo el nombre de Myzteziz Jr.

## Controversia
El 22 de septiembre de 2024, a través de las redes sociales, la luchadora independiente Keyra acusó a su exesposo Myzteziz Jr. de llevarse a su hijo de 2 años sin el consentimiento de ella, debido a que la luchadora estaba por llevar a su hijo de regreso a casa, cuando le informaron de que su hijo ya no se encontraba en el hospital tras la donación de sangre en donde fue dado de alta. Poco después, se activo la Alerta AMBER para ayudar en la localización del menor, la cual ha sido ampliamente compartida por fanes y compañeros luchadores. También ella señaló que su hijo sigue en una condición delicada de salud y necesita los cuidados de su madre. Además, debido a la desesperación por no dio conocer su paradero, ha compartido una foto del rostro de Myzteziz Jr con la esperanza de que esto acelere su búsqueda.

## Campeonatos y logros
- Lucha Libre AAA Worldwide
  - Campeonato Mundial de Tríos de AAA (2 veces) – con El Hijo del Vikingo & Laredo Kid (1), y El Hijo del Vikingo & Golden Magic (1)
  - Llave a la Gloria con Ashley & El Hijo del Vikingo
- Pro Wrestling Illustrated
  - Ranked No. 296 of the top 500 singles wrestlers in the PWI 500 en 2021[3]

## Luchas de apuestas
| Ganador (apuesta)      | Perdedor (apuesta) | Lugar     | Evento                      | Fecha               | Notas |
| ---------------------- | ------------------ | --------- | --------------------------- | ------------------- | ----- |
| Myzteziz Jr. (máscara) | Argenis (máscara)  | Monterrey | Triplemanía XXXI: Monterrey | 16 de abril de 2023 | [ 4 ] |